# Ruvuwever
De ruvuwever (Ploceus holoxanthus) is een zangvogel uit de familie Ploceidae (wevers en verwanten).

## Taxonomie
De vogel werd in 1891 door Gustav Hartlaub beschreven. De soortnaam is lang niet erkend en opgevat als een synoniem voor de goudwever (P. subaureus). Uit onderzoek gepubliceerd tussen 2019 en 2021 zou blijken dat sprake is van een aparte soort en daarom is dit taxon opgenomen in de IOC World Bird List.

## Verspreiding en leefgebied
De vogel is endemisch in het oosten van Tanzania